# Тбіліське нахімовське військово-морське училище
Тбіліське нахімовське військово-морське училище (рос. Тбилисское Нахимовское военно-морское училище) — військово-морське училище, яке існувало СРСР у 1943—1955 роках у місті Тбілісі.

## Історія
Створене наказом Народного комісара військово-морського флоту М. Кузнецова від 16 жовтня 1943 і стало першим нахімовським училищем у СРСР. У 1955 році було розформоване.

## Начальники училища
- контр-адмірал Рибалтовський Володимир Юлійович, грудень 1943 — червень 1944
- капітан I рангу Алексєєв Ігор Іванович, червень 1944 — квітень 1950
- капітан I рангу Гаврилін Георгій Іванович, квітень 1950 — серпень 1952
- контр-адмірал Новіков Микола Дмитрович, січень 1953—1955

## Випускники училища
- Соколов Валентин Євгенович — капітан I рангу, командир атомного підводного човна «К-469[ru]».
- Філіп'єв Юрій Петрович[ru] — капітан I рангу, командир корабля-випробувача.
- Бойко Анатолій Павлович — капитан 1 ранга, командир підводного човна «К-316».
- Карпов Едуард Гаврилович — доктор технічних наук, професор, лауреат Ленінської премії.
- Півнєв Юрій Степанович — контр-адмірал, командир підводного атомохода.
- Сологуб Юрій Костянтинович — полковник, був начальником військово-морського будівельного управління на Камчатці, його ім'ям названа вулиця в місті Петропавловську.